# Studeno na Blokah
Studeno na Blokah je naselje u slovenskoj Općini Bloki. Studeno na Blokah se nalazi u pokrajini Notranjskoj i statističkoj regiji Notranjsko-kraškoj. 

## Stanovništvo
Prema popisu stanovništva iz 2002. godine naselje je imalo 38 stanovnika.